# Бахмутов Георгій Петрович
Георгій Петрович Ба́хмутов (нар. 18 квітня 1914, Лесуново — пом. 1 листопада 2012, Київ) — український графік і живописець; член Спілки художників України з 1949 року.

## Життєпис
Народився 5 [18] квітня 1914 року в селі Лесуновому (тепер Кораблинський район Рязанської області, РФ). У 1932—1937 роках вчився в Московському художньому інституті (викладачі з фаху — Петро Котов, Василь Бакшеєв). У 1938–1941 роках працював художником Парку культури імені Баумана в Москві.
З вересня 1941 року по 13 січня 1947 року служив у Червоній (потім Радянській) армії. Брав участь у німецько-радянській війні.
Проживав в Києві спочатку в будинку на вулиці Хрещатик № 48, квартира 3а, потім на вулиці Рональда Рейгана № 10, квартира 269. Помер в Києві 1 листопада 2012 року.

## Творчість
Працював в галузі плаката, станкового та монументального живопису. Серед робіт:
плакати
- «На варті миру та безпеки» (1949; оригінал у Національному художньому музеї України);
- «У боях ми гартуємо військо могутнє» (1954; 2-га премія на республіканському конкурсі);
- «Революція навчила пролетаріат класовій боротьбі» (1955; оригінал у Державному центральному музеї сучасної історії Росії);
- «Трудом зміцнюй Батьківщину!» (1957, у співавтостві з Миколою Базилєвим);
- «Ганьба тим, хто не поважає працю» (1958);

картини
- «Портрет В. Леніна» (1960);
- «Українська делегація на XXI з'їзді КПРС» (1960, у співавтостві з Олексієм Артамоновим та Миколою Базилєвим);
- «Т. Г. Шевченко у Москві» (1961, у співавтостві з Миколою Базилєвим);

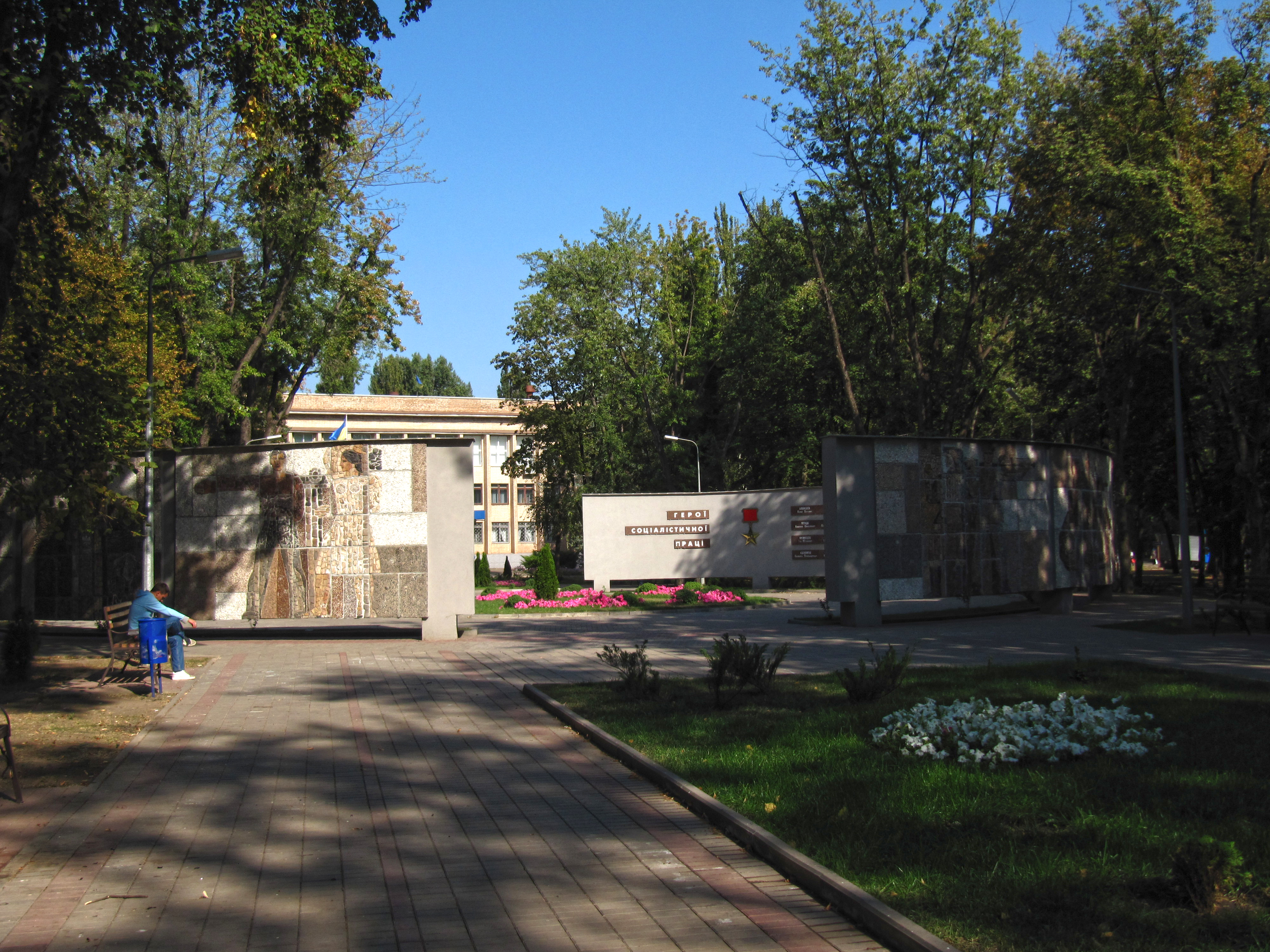
Стела у Кривому Розі.

У Кривому Розі у 1963 році виконав розпис у Палаці культури, у 1968 році стелу «Історія ВЛКСМ» та у 1967—1971 роках стелу на честь уславленних криворіжців.
Автор серії портретів відомих діячів української культури й політики радянського періоду.
Брав участь у всеукраїнських виставках з 1949 року, всесоюзних з 1955 року.
Твори зберігаються в музеях Москви, Києва, Львова, Дніпра.

## Відзнаки
- Орден Вітчизняної війни ІІ ступеня (6 квітня 1985), медаль «За перемогу над Німеччиною» (за заслуги періоду німецько-радянської війни нагороджений)[1];
- Заслужений художник України з 2001 року;
- Орден Богдана Хмельницького (2002).